# Radvîne, Snovsk
Radvîne (în ucraineană Радвине) este un sat în comuna Nîzkivka din raionul Snovsk, regiunea Cernihiv, Ucraina.

## Demografie
Componența lingvistică a localității Radvîne
     Ucraineană (100%)
Conform recensământului din 2001, toată populația localității Radvîne era vorbitoare de ucraineană (100%).